# Félix Delhasse
Félix-Joseph Delhasse (Spa, 5 janvier 1809 - Schaerbeek, 4 novembre 1898) est un dramaturge, sociologue et journaliste politique, musical et théâtral belge.

## Biographie
Journaliste politique dès 1835, entre autres au Libéral (1835-1836), au Radical dont il est un des fondateurs (1837-1838), au Débat social ou à La Nation, Félix Delhasse, qui était un libéral de tendance radicale, fut en relation avec de nombreux hommes politiques du XIXe siècle. Promoteur du Congrès libéral de 1846, il fut l'éditeur de l'Annuaire dramatique de la Belgique de 1839 à 1847. Félix Delhasse a également écrit en collaboration avec son ami Théophile Thoré-Burger sous le pseudonyme collectif Jacques Van Damme.
Une rue de Saint-Gilles et une autre de Spa porte son nom.

## Œuvres
- Annuaire dramatique de la Belgique, 1839-1847.
- Biographie de M. Marion Du Mersan, 1846.
- La Belgique alliée à Bonaparte ! (avec Théophile Thoré), 1854.
- Joseph Haumont, 1854.
- En Ardenne, par quatre bohémiens. Namur, Dinant, Han, Saint-Hubert, Houffalize, La Roche, Durbuy, Nandrin, Comblain, Esneux, Tilf, Spa (avec Thoré), 1856.
- Écrivains et hommes politiques de la Belgique, 1857.
- La Jeunesse de Molière, suivi du Ballet des incompatibles, pièce en vers inédite de Molière (avec Paul Lacroix), 1858.
- Adolphe Jullien, 1884.